# Mil Mi-4

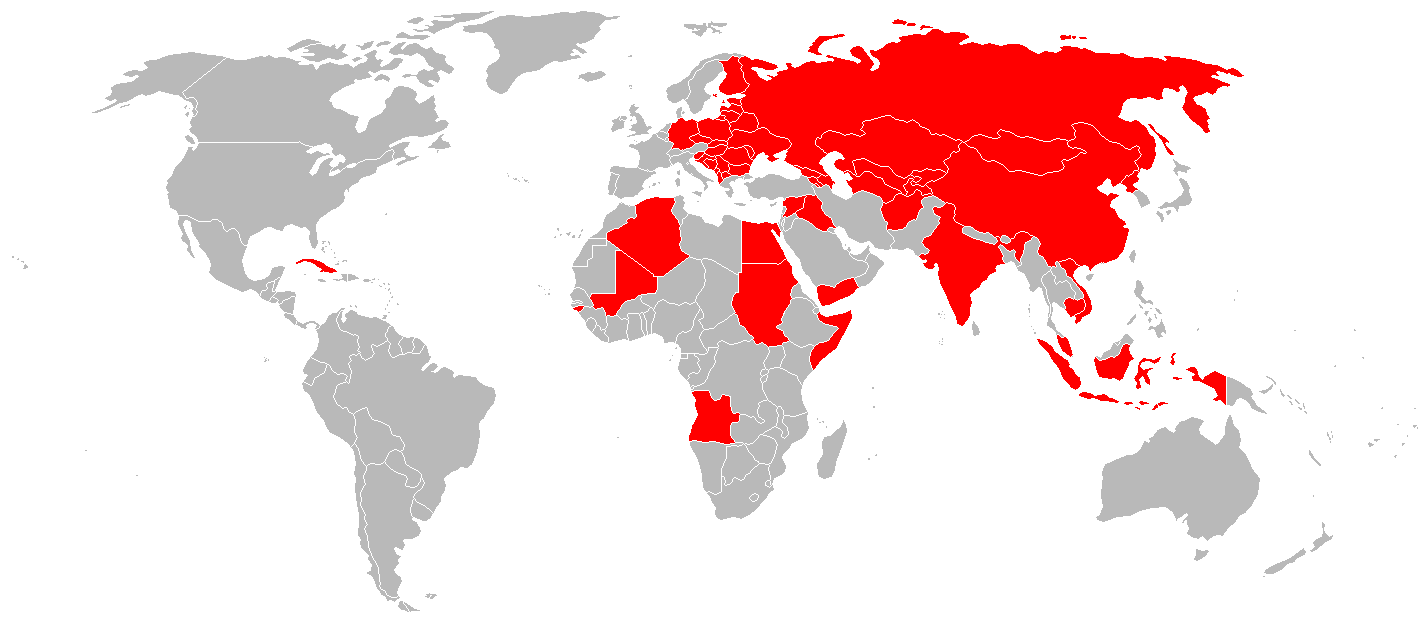
Utilizzatori del Mil Mi-4 nel mondo

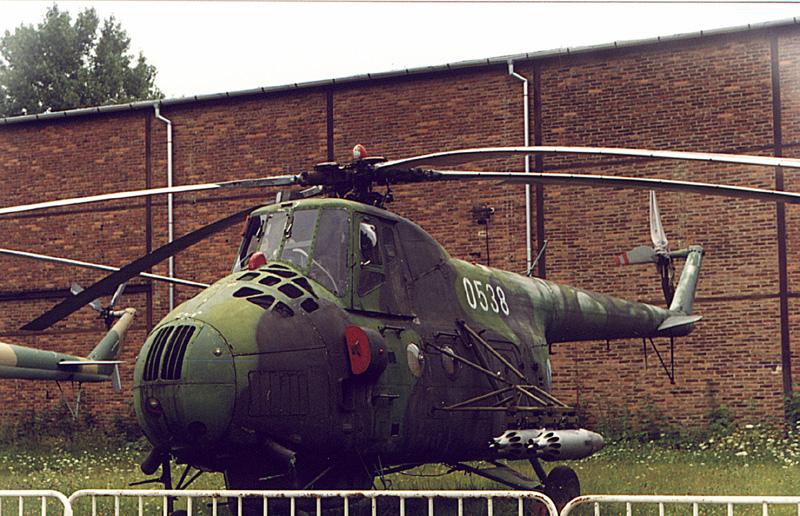
Altra vista del Mil Mi-4 esposto al
Letecké muzeum Kbely di Praga, Repubblica Ceca

Il Mil Mi-4 (in cirillico Миль Ми-4, nome in codice NATO Hound - cane da caccia, in lingua inglese) era un elicottero da trasporto monomotore con rotore a quattro pale, progettato dall'OKB diretto da Michail Leont'evič Mil' e sviluppato in Unione Sovietica all'inizio degli anni cinquanta. Impiegato dall'aviazione sovietica, fu esportato in diverse nazioni.

## Storia
Nel settembre del 1951 l'Unione Sovietica decise di incrementare i propri sforzi nello sviluppo di nuovi modelli di elicotteri, approvando nuovi progetti quali il Yakovlev Yak-24 (nome in codice NATO "Horse") ed il Mil Mi-4. Quest'ultimo fu progettato in risposta all'americano Sikorsky S-55, traendo spunto dall'impiego degli elicotteri durante la guerra di Corea.
Pur mantenendo una somiglianza di impostazione, l'elicottero sovietico venne però realizzato più grande ed in grado di trasportare un carico maggiore.
Il primo volo con il Mil Mi-4 fu effettuato nel maggio del 1952 con un prototipo dotato di un radiale Shvetsov a singola stella installato nel muso come nell'S-55, in grado di erogare una potenza di 735,5 kW (1 000 CV), anche se poi il modello andò in produzione con un motore Shvetsov ASh-82V da 1 250 kW. Il primo modello entrò servizio lo stesso anno e sostituì il Mi-1. Ne venne realizzata anche una versione con rotore eiettabile.
Il Mil Mi-4 fu presentato per la prima volta alla parata aerea di Tushino in occasione della "Giornata delle Forze Aeree Sovietiche" del 1953. Inizialmente denominato dalla NATO Type 36, gli venne assegnato a partire dal 1955 il nome in codice "Hound".

## Impiego operativo
Impiegato dalla Aeronautica militare sovietica, il Mi-4 venne sostituito dal Mi-8 e non è usato dall'Aeronautica militare russa oggi.
L'elicottero trovò largo impiego in Afghanistan e in India durante la guerra indo-pakistana del 1971. La prima operazione eliportata dell'esercito indiano si svolse su questi elicotteri alla periferia di Sylhet e il Mi-4 è stato durante il conflitto l'elicottero più utilizzato dall'Esercito indiano. Fornì supporto a un'operazione di successo della 57ma Divisione indiana da montagna durante le operazioni sul fiume Meghna.

## Utilizzatori
Albania
- Forcat Ajrore Shqiptare

59 esemplari utilizzati dalla Forcat Ajrore Shqiptare dal 1957, inclusi 37 Harbin Z-5 di produzione cinese dal 1967. Questi ultimi risultavano ancora in servizio nel 2004
 Afghanistan
- Afghan Army Air Force [2]

 Afghanistan
- Air Defense Force of the Islamic State of Afghanistan [2][3].

 Algeria
- Al-Quwwat al-Jawwiyya al-Jaza'iriyya [2]

 Bangladesh
- Bangladesh Biman Bahini [4]

 Bulgaria
- Bălgarski Voennovăzdušni sili [2]
- Voennomorski sili na Bălgarija [5]

 Cambogia
 Cina
 Corea del Nord
- Chosŏn Inmin Kun Kongun

48 Z-5 consegnati, 20 in servizio al novembre 2018. Copia cinese del Mil Mi-4 Hound.
 Cuba
 Rep. Ceca
 Germania Est
 Egitto
 Finlandia
- Suomen ilmavoimat: 3 esemplari in servizio fino al 1979.

 Guinea-Bissau
 Ungheria
 India
 Indonesia
 Iraq
 Kirghizistan
 Mali
 Mongolia
 Corea del Nord
 Polonia
 Romania
 Somalia
 Unione Sovietica
- Aviacija Voenno-Morskogo Flota
- Voenno-vozdušnye sily

 Tagikistan
 Siria
 Sudan
 Vietnam
 Yemen
 Jugoslaviarimasero in servizio fino al 1970 quando furono sostituiti da dei Mil Mi-8

### Pubblicazioni
- (EN) Military Helicopter Market 1971, in Flight. URL consultato il 17 luglio 2015.
- (EN) Military Helicopter Market 1975, in Flight. URL consultato il 17 luglio 2015.
- (EN) Military Helicopter Market 1981, in Flight. URL consultato il 17 luglio 2015.